# 格雷济耶
格雷济耶（法語：Grézillé，法語發音：[ɡʁezije] ⓘ）是法国曼恩-卢瓦尔省的一个旧市镇，属于索米尔区。该旧市镇总面积17.62平方公里，2009年时的人口为526人。
格雷济耶已于2016年1月1日起和相邻的其它4个市镇合并为新市镇热讷-瓦勒德卢瓦尔（Gennes-Val de Loire）。

## 人口
格雷济耶人口变化图示